# Martin Wasinski
Martin Wasinski (7 aprile 2004) è un calciatore belga, difensore dello Jong Genk in prestito dallo Schalke 04.

## Carriera

### Club
Cresciuto nel settore giovanile dello Charleroi, ha esordito in prima squadra il 22 agosto 2021 in occasione dell'incontro di Pro League pareggiato 2-2 contro lo Zulte Waregem. Il 1º agosto 2022 ha prolungato il suo contratto con i bianconeri fino al 2024, con opzione di rinnovo per altri due anni. Il 6 gennaio 2023 è stato ceduto in prestito al Kortrijk.

### Nazionale
Ha rappresentato le nazionali giovanili belghe.

## Statistiche

### Presenze e reti nei club
Statistiche aggiornate al 19 gennaio 2023.
| Stagione        | Squadra         | Campionato      | Campionato | Campionato | Coppe nazionali | Coppe nazionali | Coppe nazionali | Coppe continentali | Coppe continentali | Coppe continentali | Altre coppe | Altre coppe | Altre coppe | Totale | Totale |
| Stagione        | Squadra         | Comp            | Pres       | Reti       | Comp            | Pres            | Reti            | Comp               | Pres               | Reti               | Comp        | Pres        | Reti        | Pres   | Reti   |
| --------------- | --------------- | --------------- | ---------- | ---------- | --------------- | --------------- | --------------- | ------------------ | ------------------ | ------------------ | ----------- | ----------- | ----------- | ------ | ------ |
| 2021-2022       | Charleroi       | D1              | 11+4       | 0          | CB              | 1               | 0               |                    | -                  | -                  |             | -           | -           | 16     | 0      |
| 2022-gen. 2023  | Charleroi       | D1              | 7          | 0          | CB              | 1               | 0               |                    | -                  | -                  |             | -           | -           | 8      | 0      |
| gen.-giu. 2023  | Kortrijk        | D1              | 6          | 0          | CB              | 1               | 0               |                    | -                  | -                  |             | -           | -           | 7      | 0      |
| Totale carriera | Totale carriera | Totale carriera | 28         | 0          |                 | 3               | 0               |                    | -                  | -                  |             | -           | -           | 31     | 0      |